# Oberinspektor
Oberinspektor ist in Deutschland die Amtsbezeichnung eines Beamten in der Laufbahngruppe des gehobenen Dienstes in der Bundes- oder Landesverwaltung im ersten Beförderungsamt. Ohne Zusatz wird die Amtsbezeichnung regelmäßig bei obersten Bundesbehörden (Bundesministerien) geführt. Häufigster Zusatz ist „Regierungs-“; die entsprechende Amtsbezeichnung lautet dementsprechend Regierungsoberinspektor (ROI) und wird grundsätzlich in der Laufbahn des gehobenen nichttechnischen Verwaltungsdienstes geführt. Die nächsthöhere (Grund-)Amtsbezeichnung ist Amtmann (zweites Beförderungsamt), die nächstniedrigere Inspektor (Eingangsamt). Das Amt mit der Amtsbezeichnung ist in Besoldungsgruppe A 10 der Bundesbesoldungsordnung A des Bundesbesoldungsgesetzes oder der Besoldungsordnungen der Landesbesoldungsgesetze eingruppiert. Oberinspektoren können die Befähigung für eine Laufbahn des gehobenen Dienstes durch eine Laufbahnausbildung als Fachhochschulstudium mit dem Abschluss Diplom-Verwaltungswirt (FH) abgeschlossen haben oder sie haben die Laufbahnbefähigung durch Anerkennung erworben. Oberinspektoren sind in großen Behörden zumeist in der Funktion als Sachbearbeiter tätig. Sie können dabei Vorgesetzte der Beamten des mittleren Dienstes sein. In kleineren Dienststellen können sie auch die Funktion eines stellvertretenden Sachgebietsleiters oder eines stellvertretenden Abteilungsleiters innehaben.

## Zusätze und Entsprechungen
Zur Grundamtsbezeichnung Oberinspektor existieren zahlreiche Zusätze und weitere Amtsbezeichnungen, die für ein Amt in Besoldungsgruppe A 10 verliehen werden. Neben der häufigsten Kombination von Grundamtsbezeichnung und Zusatz Regierungsoberinspektor werden im gehobenen nichttechnischen Verwaltungsdienst auch die Amtsbezeichnungen Archivoberinspektor und Bibliotheksoberinspektor geführt.
Die Amtsbezeichnung Oberinspektor entspricht von der Besoldungsgruppe den Dienstgraden eines Oberleutnant und eines Oberleutnants zur See der Bundeswehr.
Vergleichbare Beamte führen im gehobenen auswärtigen Dienst die Amtsbezeichnung Konsulatssekretär erster Klasse (§ 1 Abs. 2 LAP-gehDAAV 2004), im gehobenen Bankdienst bei der Deutschen Bundesbank die Amtsbezeichnung Bundesbankoberinspektor (Anlage 1 (zu § 2 Abs. 2) BBankLV), im gehobenen Polizeivollzugsdienst die Amtsbezeichnung Polizeioberkommissar (Anlage 1 (zu § 3 Abs. 2) BPolLV), bei Verwendung in der Polizei beim Deutschen Bundestag Polizeioberkommissar beim Deutschen Bundestag (Anlage (zu § 3) PolBTLV) und im gehobenen kriminalpolizeilichen Vollzugsdienst die Amtsbezeichnung Kriminaloberkommissar (Anlage (zu § 3 Abs. 2) KrimLV). Bei der Bundesagentur für Arbeit führen Beamte im entsprechenden Amt des gehobenen nichttechnischen Verwaltungsdienstes die Amtsbezeichnung Oberinspektor bei der Bundesagentur für Arbeit, in der Justizverwaltung Justizoberinspektor, in der Steuerverwaltung Steueroberinspektor und bei der Zollverwaltung Zolloberinspektor.
Im gehobenen technischen Verwaltungsdienst lautet die Amtsbezeichnung grundsätzlich Technischer Regierungsoberinspektor (TROI). Daneben besteht in dieser Laufbahn auch die Amtsbezeichnung Brandoberinspektor für Beamte mit feuerwehrtechnischer Fachrichtung.
Im agrar-, forst- und ernährungswissenschaftlichen sowie tierärztlichen Dienst, sofern forstwissenschaftliche Aufgaben wahrgenommen werden, lautet die Amtsbezeichnung Forstoberinspektor.
In den auslaufenden Laufbahnen der Beamten bei den Postnachfolgeunternehmen und bei den Beamten des Bundeseisenbahnvermögens, die zur Wahrnehmung einer Tätigkeit bei der Deutschen Bahn beurlaubt oder zugewiesen sind, haben die entsprechenden Ämter des gehobenen Dienstes die Amtsbezeichnungen Bundesbahnoberinspektor (Laufbahn der Bundesbahninspektoren; § 6 ELV), Technischer Bundesbahnoberinspektor (Laufbahn der technischen Bundesbahninspektoren; § 7 ELV), Postoberinspektor (gehobener nichttechnischen Postverwaltungsdienst) und Technischer Postoberinspektor (gehobener technischer Postverwaltungsdienst; Anlage 1 (zu § 2 Abs. 2) PostLV).
Mit der Übernahme der Bundesfernstraßenverwaltung durch den Bund (Zuständigkeit: Fernstraßen-Bundesamt und Die Autobahn GmbH des Bundes) und der bisher mit dieser Aufgabe betrauten Landesbeamten technischer und nichttechnischer Laufbahnen wurde der neue Zusatz zur Grundamtsbezeichnung „Bundesfernstraßen-“ eingeführt. Die Amtsbezeichnungen lauten entsprechend Bundesfernstraßenoberinspektor (gehobener nichttechnischer Verwaltungsdienst) oder Technischer Bundesfernstraßenoberinspektor (gehobener technischer Verwaltungsdienst).
In den Kommunalverwaltungen und anderer Körperschaften lautet die Amtsbezeichnung regelmäßig Verwaltungsoberinspektor. Im nautischen Dienst lautet die der Laufbahn und Besoldungsgruppe des Oberinspektores entsprechende Amtsbezeichnung in den Geschäftsbereichen des Bundesministeriums der Verteidigung und des Bundesministeriums für Verkehr und digitale Infrastruktur Seekapitän.